# Pouteria bullata
Pouteria bullata é um espécie de planta na família Sapotaceae. É encontrada no Bahia, Espírito Santo, Rio de Janeiro, São Paulo e Paraná. O fruto apresenta indentum velutinoso e casca cor de vinho quando maduro - daí o nome vulgar guapeva-vermelha.